# Piazza Fiera
Piazza Fiera (o piazza di Fiera) è una piazza di Trento. È stata la piazza principale dove si tenevano le fiere, in particolare quelle di animali. 
Sulla piazza, un quadrilatero, si affacciano il Palazzo Vescovile ad est e il Torrione a ovest. Il lato nord  è costituito dalle mura Vanghiane. Nella piazza si tengono numerosi eventi, fra cui i mercatini di Natale di Trento.